# أولوف يوهانسون
أولوف يوهانسون (بالسويدية: Olof Johansson) هو سياسي سويدي، ولد في 31 يوليو 1937 في السويد. حزبياً، نشط في حزب الوسط السويدي. وقد انتخب عضو البرلمان السويدي ‏ (4 أكتوبر 1976 – 5 أكتوبر 1998).

## روابط خارجية
- أولوف يوهانسون على موقع مونزينجر (الألمانية)